# Episimus vittata
Episimus vittata is een vlinder uit de familie van de bladrollers (Tortricidae). De wetenschappelijke naam van de soort is voor het eerst gepubliceerd in 1914 door Thomas de Grey Walsingham.
De soort komt voor in Mexico.